# Barwy szczęścia
Barwy szczęścia – polski serial obyczajowy emitowany na antenie TVP2 od 27 września 2007. Opowiada o losach mieszkańców ulicy Zacisznej na osiedlu „Pod Sosnami” w Warszawie. Jest szóstym najdłużej nadawanym bez przerwy polskim serialem.
W 2009 zdobył Telekamerę dla najlepszego serialu obyczajowego, rok później dla najlepszego oryginalnego serialu polskiego i następnie w 2011 dla najlepszego serialu codziennego. W 2012 zdobył Złotą Telekamerę, dołączając przy tym do grona seriali uhonorowanych tą nagrodą – M jak miłość i Na dobre i na złe. 10 maja 2024 roku został wyemitowany 3000. odcinek serialu.

## Obsada
| Aktor                        | Rola                         | Okres występowania                          |
| ---------------------------- | ---------------------------- | ------------------------------------------- |
| Katarzyna Glinka             | Katarzyna Górka-Sadowska     | od 2007                                     |
| Michał Rolnicki              | Łukasz Sadowski              | od 2014                                     |
| Bartosz Gruchot              | Ksawery Sadowski (#3)        | od 2018                                     |
| Marek Molak                  | Hubert Pyrka                 | od 2007                                     |
| Nina Szumowska               | Marysia Pyrka (#3)           | od 2021                                     |
| Natalia Zambrzycka           | Agata Pyrka                  | od 2007                                     |
| Olaf Kaprzyk                 | Staś Pyrka                   | od 2007                                     |
| Sławomira Łozińska           | Barbara Jakubik-Grzelak      | od 2007                                     |
| Jacek Rozenek                | Artur Chowański              | od 2012                                     |
| Jakub Wieczorek              | Borys Grzelak                | od 2015                                     |
| Elżbieta Romanowska          | Aldona Grzelak               | od 2016                                     |
| Hubert Wiatrowski            | Aleks Grzelak                | od 2016                                     |
| Andrzej Popiel               | Kajetan "Broda" Brodecki     | od 2019                                     |
| Bronisław Wrocławski         | Jerzy Marczak                | od 2007                                     |
| Adrianna Biedrzyńska         | Małgorzata Marczak           | od 2007                                     |
| Joanna Gleń                  | Malwina Marczak-Kolska       | od 2007                                     |
| Maciej Raniszewski           | Herman Kolski                | od 2019                                     |
| Jakub Szlachetka             | Kacper Jabłoński (#2)        | od 2019                                     |
| Jessica Frankiewicz          | Emilka Brodzińska (#2)       | od 2020                                     |
| Maria Dejmek                 | Natalia Zwoleńska (#2)       | od 2012                                     |
| Marcel Opaliński             | Cezary Rawicz                | od 2023                                     |
| Lena Sobota                  | Lea Zwoleńska                | od 2018                                     |
| Stanisława Celińska          | Amelia Pająk-Wiśniewska      | od 2014                                     |
| Marieta Żukowska             | Bożena Wiśniewska-Stańska    | od 2015                                     |
| Lesław Żurek                 | Brunon Pająk-Stański         | od 2016                                     |
| Józef Trojanowski            | Tadzio Stański               | od 2021                                     |
| Małgorzata Potocka           | Jolanta Grzelak-Kozłowska    | od 2008                                     |
| Maksymilian Zieliński        | Zenuś Kozłowski (#3)         | od 2020                                     |
| Zbigniew Buczkowski          | Zdzisław Cieślak             | od 2007                                     |
| Anna Gornostaj               | Róża Cieślak                 | od 2008                                     |
| Barbara Jonak                | Sabina Nowak-Tomala          | od 2010                                     |
| Pola Żak                     | Maja Tomala (#2)             | od 2019                                     |
| Jakub Dmochowski             | Kajetan Cieślak              | od 2010                                     |
| Wiktoria Gąsiewska           | Oliwia Zbrowska              | od 2016                                     |
| Jasper Sołtysiewicz          | Justin Skotnicki             | od 2018                                     |
| Konrad Skolimowski           | Patryk Jezierski             | od 2018                                     |
| Jakub Sokołowski             | Tomasz Kępski                | od 2021                                     |
| Anna Adamus                  | Zuzia Woźniak                | od 2010                                     |
| Grzegorz Mielczarek          | Kazik Woźniak (#2)           | od 2018                                     |
| Marcin Perchuć               | Marek Złoty                  | od 2012                                     |
| Witold Sosulski              | Witek Elsner (#1)            | 2013–2018, od 2020                          |
| Hanna Bieluszko              | Krystyna Jaworska            | od 2013                                     |
| Jacek Kałucki                | Krzysztof Jaworski           | 2008–2014, od 2016                          |
| Marzena Trybała              | Elżbieta Żeleńska            | od 2007                                     |
| Gabriela Ziembicka           | Ewa Walawska                 | od 2008                                     |
| Karolina Chapko              | Dominika Bloch-Kowalska      | 2009–2011, od 2019                          |
| Marek Krupski                | Sebastian Kowalski           | od 2012                                     |
| Anna Mrozowska               | Renata                       | od 2018                                     |
| Oskar Stoczyński             | Marcin Kodur                 | od 2021                                     |
| Michał Lesień-Głowacki       | Damian Wójcik                | od 2018                                     |
| Andrzej Niemyt               | Darek Janicki                | od 2015                                     |
| Marta Juras                  | Gabriela Niedzielska         | od 2020                                     |
| Karina Seweryn               | Dorota Kujawiak              | od 2019                                     |
| Marek Siudym                 | Anatol Koszyk                | od 2016                                     |
| Krystyna Tkacz               | Irena Wyszyńska-Koszyk       | od 2019                                     |
| Oliwier Kozłowski            | Mirek Wójcik                 | od 2017                                     |
| Julia Zielińska              | Luiza Wójcik                 | od 2017                                     |
| Magdalena Żak                | Jowita Jezierska             | od 2018                                     |
| Ewelina Serafin              | Sławomira Jezierska          | od 2020                                     |
| Jakub Bohosiewicz            | Kornel Jezierski             | 2020–2021, od 2023                          |
| Hanna Klepacka               | Anna „Żabcia”                | od 2017                                     |
| Orina Krajewska              | Celina Brońska               | od 2018                                     |
| Kamila Kamińska              | Regina Czapla                | od 2018                                     |
| Mateusz Banasiuk             | Franek Falkowski             | od 2018                                     |
| Agnieszka Warchulska         | Iza Małek                    | od 2019                                     |
| Lena Jastrzębska             | Paulina Małek                | od 2019                                     |
| Marta Dąbrowska              | Karolina Zaborska            | od 2018                                     |
| Wojciech Solarz              | Rafał Zaborski               | 2019, od 2021                               |
| Monika Dryl                  | Alicja Umińska               | od 2016                                     |
| Karolina Dafne Porcari       | Anita Szymczak               | 2007–2020, od 2023                          |
| Anita Jancia-Prokopowicz     | Beata Saganowska-Wójcik      | od 2013                                     |
| Noah Culbreth                | Grześ Saganowski             | od 2018                                     |
| Olga Bończyk                 | Sylwia Paszkowska            | od 2016                                     |
| Sebastian Perdek             | Klemens Górecki              | 2014–2019, od 2021                          |
| Bożena Stachura              | Urszula Karaś                | od 2015                                     |
| Filip Kosior                 | Radek Morawski               | od 2015                                     |
| Emilia Warabida              | Lidka Wierzbicka-Morawska    | od 2012                                     |
| Ewa Kuzyk-Florczak           | Marianna Tomala              | 2015–2018, 2020                             |
| Marek Lewandowski            | Ludwik Sadowski              | 2015–2016, od 2019                          |
| Ewa Serwa                    | Regina Sadowska              | 2015–2016, od 2019                          |
| Milena Lisiecka              | Sękowska                     | od 2016                                     |
| Jakub Wróblewski             | Tymon                        | od 2016                                     |
| Adam Szczyszczaj             | Maciej Wilk                  | 2017–2023, od 2025                          |
| Natalia Sierzputowska        | Magdalena Banaś              | od 2018                                     |
| Emil Lipski                  | Adrian                       | od 2019                                     |
| Danuta Kowalska              | Eliza                        | 2016–2019, od 2021                          |
| Arkadiusz Nader              | Józef Kuczma                 | od 2019                                     |
| Rafał Maślak                 | Alan                         | od 2019                                     |
| Piotr Mróz                   | dziennikarz                  | od 2019                                     |
| Jan Wieteska                 | Dawid                        | od 2019                                     |
| Marek Kałużyński             | Tytus Wangel                 | od 2019                                     |
| Mateusz Burdach              | Sergiusz                     | od 2020                                     |
| Alicja Kwiatkowska           | Milena Szczepkowska          | od 2020                                     |
| Bartosz Mikulak              | Irokez                       | od 2020                                     |
| Anna Pentz                   | Michalina Kosma              | od 2021                                     |
| Dorota Kwietniewska          | Olga Kosma                   | od 2021                                     |
| Piotr Ligienza               | Leopold Banasiuk             | 2012, 2015                                  |
| Piotr Ligienza               | Lolek                        | 2016                                        |
| Piotr Ligienza               | Błażej Modrzycki             | od 2021                                     |
| Filip Wałcerz                | Waldemar Ryman               | od 2021                                     |
| Marcin Dąbrowski             | Meduz                        | od 2021                                     |
| Piotr Duda                   | Wilecki                      | od 2021                                     |
| Martin Bogdan                | Aro                          | od 2021                                     |
| Kinga Bobkowska              | Zosia                        | od 2021                                     |
| Łukasz Wójcik                | Radomir Branicki             | od 2022                                     |
| Paula Kucharska-Dziubiel     | Adela                        | od 2022                                     |
| Paweł Wolsztyński            | Janek                        | od 2022                                     |
| Maja Barełkowska             | Wanda Kępska                 | od 2022                                     |
| Kamila Janik                 | Ada                          | od 2022                                     |
| Grzegorz Kestranek           | Wiktor Wiracki               | od 2022                                     |
| Kinga Suchan                 | Grażyna Wiracka              | od 2022                                     |
| Władysław Grzywna            | Rybik                        | od 2022                                     |
| Maria Świłpa                 | Weronika                     | od 2022                                     |
| Mikołaj Wachowski            | Maks Duszyński               | od 2022                                     |
| Tomasz Nosiński              | Igor Duszyński               | od 2022                                     |
| Maciej Mikołajczyk           | Piotr Jarecki                | od 2022                                     |
| Artur Bocheński              | Bartosz                      | od 2022                                     |
| Olaf Staszkiewicz            | Ignacy Kieliszewski          | od 2022                                     |
| Amelia Listwon               | Ewelina Markowska            | od 2022                                     |
| Katarzyna Głogowska          | Markowska                    | od 2023                                     |
| Piotr Chys                   | Markowski                    | od 2023                                     |
| Elżbieta Jarosik             | Józefina Rawicz              | od 2023                                     |
| Lena Guliaieva               | Sofia Bojko                  | od 2023                                     |
| Artem Malashchuk             | Emil Sokalski                | od 2023                                     |
| Anna Gzyra                   | Joanna Sokalska              | od 2023                                     |
| Lidia Niewęgłowska           | Danka                        | od 2023                                     |
| Rafał Cieszyński             | Mariusz Karpiuk              | od 2023                                     |
| Sylwia Sokołowska            | Krymska                      | od 2023                                     |
| Joanna Pocica                | Ida                          | od 2024                                     |
| Marian Jaskulski             | Czesław Zarzeczny            | od 2024                                     |
| Paweł Ławrynowicz            | Robert Stefaniak             | od 2024                                     |
| Katarzyna Tlałka             | Agnieszka Zarzeczna          | od 2024                                     |
| Nicole Bogdanowicz           | Ewa Poraj                    | od 2024                                     |
| Robert Gulaczyk              | Szczepan Krajewski           | od 2024                                     |
| Monika Mikołajczak           | Wiktoria Bryl                | od 2024                                     |
| Jan Wieczorkowski            | Karol Czubak                 | od 2024                                     |
| Agata Pruchniewska           | Krystyna Szymańska           | od 2024                                     |
| Izabella Bukowska            | Cichecka                     | od 2024                                     |
| Leon Charewicz               | Andrzej Zastoja-Modelski     | od 2024                                     |
| Maciej Nawrocki              | Bartosz                      | od 2025                                     |
| Michalina Robakiewicz        | Ola                          | od 2025                                     |
| Jacek Tyszkiewicz            | Romeo Bianchi                | od 2025                                     |
| Piotr Makarski               | Trojan                       | od 2025                                     |
| Sara Kudaj                   | Wioletka Złota (#2)          | od 2025                                     |
| Izabela Olejnik              | Zofia                        | od 2025                                     |
| Zbigniew Stryj               | Władysław Grad               | od 2025                                     |
| Olga Jankowska               | Klara Śliwińska-Pyrka        | 2007–2023                                   |
| Izabela Zwierzyńska          | Iwona Pyrka                  | 2007–2022                                   |
| Aurelia Żarnowiecka          | Wioletka Złota (#1)          | 2020–2022                                   |
| Bartosz Porczyk              | Adam Jakubik                 | 2007–2010, 2012, 2015, 2022                 |
| Dawid Okafor                 | John Jakubik (#2)            | 2021–2022                                   |
| Lidia Sadowa                 | Justyna Grzelak-Kwiatkowska  | 2007–2016, 2022                             |
| Kazimierz Mazur              | Tomasz Wiśniewski            | 2014–2022                                   |
| Agnieszka Mrozińska          | Mariola Kłos                 | 2017–2022                                   |
| Jolanta Lothe                | Teresa Struzik               | 2007–2017, 2019–2021                        |
| Krzysztof Kiersznowski       | Stefan Górka                 | 2007–2021                                   |
| Ewa Ziętek                   | Waleria Koszyk-Górka         | 2012–2021                                   |
| Jan Pęczek                   | Zenon Grzelak                | 2007–2021                                   |
| Patryk Pniewski              | Józef Sałatka                | 2017–2021                                   |
| Julia Staniszewska           | Julia Sałatka                | 2019–2021                                   |
| Ada Fijał                    | Iga Walawska                 | 2008–2021                                   |
| Przemysław Stippa            | Władek Cieślak               | 2009–2021                                   |
| Piotr Jankowski              | Piotr Walawski               | 2007–2020                                   |
| Joanna Moro                  | Zofia Karnicka-Walawska      | 2007–2015, 2017–2019                        |
| Przemysław Redkowski         | Jan Kozłowski                | 2009–2019                                   |
| Kazimierz Wysota             | Bogdan Zwoleński             | 2007–2018                                   |
| Honorata Witańska            | Magda Zwoleńska-Kowalska     | 2007–2018                                   |
| Dorota Kolak                 | Anna Marczak                 | 2007–2018                                   |
| Jakub Małek                  | Wojtek Pyrka                 | 2007–2018                                   |
| Katarzyna Zielińska          | Marta Walawska               | 2007–2017                                   |
| Izabela Kuna                 | Maria Pyrka-Złota            | 2007–2016                                   |
| Krzysztof Respondek (†)      | Michał Jeleń                 | 2007–2015                                   |
| Marcin Hycnar                | Paweł Zwoleński              | 2007–2012, 2014–2015                        |
| Marta Nieradkiewicz          | Julia Marczak-Zwoleńska      | 2007–2012, 2014                             |
| Anna Piróg-Karaszkiewicz     | Dorota Jeleń                 | 2007–2014                                   |
| Daniel Cygler                | Franek Jeleń                 | 2007–2014                                   |
| Malwina Buss                 | Natalia Zwoleńska (#1)       | 2007–2012                                   |
| Olaf Lubaszenko              | Roman Pyrka                  | 2007–2011                                   |
| Agnieszka Pilaszewska        | Jadwiga Górka                | 2007–2010                                   |
| Jan Hencz                    | Fryderyk Struzik (#1)        | 2007–2010                                   |
| Małgorzata Buczkowska        | Blanka Filipska              | 2008–2012                                   |
| Anna Prus                    | Sylwia                       | 2007–2008                                   |
| Marcin Kwaśny                | Maciek                       | 2007–2008                                   |
| Michał Kruk                  | Mateusz                      | 2007–2008                                   |
| Bartosz Picher               | Rudy                         | 2007–2008                                   |
| Adam Krawczyk                | Artur                        | 2007–2008                                   |
| Teresa Dzielska              | Ewelina Jakubowska           | 2007–2008                                   |
| Teresa Dzielska              | Kaja Jakubowska              | 2008–2012                                   |
| Bartłomiej Chowaniec         | Krzysztof                    | 2007–2009                                   |
| Samuel Palmer                | Sam Smith                    | 2008–2009                                   |
| Małgorzata Lipmann           | Mary Smith                   | 2008–2009                                   |
| Edward Lubaszenko            | Ryszard Pyrka                | 2008                                        |
| Jakub Kotyński               | Tomasz                       | 2008                                        |
| Agnieszka Łopacka            | Beata                        | 2008                                        |
| Julia Kamińska               | Majka                        | 2008                                        |
| Wojciech Skibiński           | Marek Nowacki                | 2008                                        |
| Barbara Lauks                | Krystyna Puszczyk            | 2008                                        |
| Elżbieta Kijowska            | Irena Jeleń                  | 2008                                        |
| Kalina Hlimi-Pawlukiewicz    | Weronika Puszczyk            | 2008–2011, 2014–2015                        |
| Patrycja Soliman             | Karolina Tarnowska           | 2010–2011                                   |
| Wojciech Brzeziński          | Feliks Tarnowski             | 2011                                        |
| Agnieszka Mandat             | Helena Rowicka               | 2008–2011                                   |
| Bartosz Buława               | Daro                         | 2007–2008, 2010                             |
| Krzysztof Szczerbiński       | Młody                        | 2007–2008, 2010                             |
| Aleksandra Nieśpielak        | Anna                         | 2007–2010                                   |
| Magdalena Boczarska          | Patrycja                     | 2007–2008                                   |
| Tomasz Raczek                | Barczak                      | 2008–2011                                   |
| Joanna Trzepiecińska         | Renata                       | 2008–2011                                   |
| Dorota Segda                 | Danuta Śliwińska             | 2008–2012                                   |
| Jarosław Boberek             | Radosław Golonko             | 2011–2012                                   |
| Agnieszka Żulewska           | Sylwia Krajewska             | 2011                                        |
| Łukasz Garlicki              | Cezary Janicki               | 2010                                        |
| Zofia Kucówna                | Nadia Orłowska               | 2011                                        |
| Małgorzata Niemirska         | Beata Sacewicz               | 2011                                        |
| Ewa Hornich                  | Laura                        | 2010–2011                                   |
| Piotr Dąbrowski              | Mikołaj Walawski             | 2007–2010                                   |
| Jan Jurewicz                 | Wiesio                       | 2007–2008                                   |
| Joanna Bogacka               | Grażyna Walawska             | 2007–2010                                   |
| Grzegorz Grabowski           | Marek Walawski               | 2007–2009                                   |
| Sebastian Cybulski           | Ksawery Rybiński             | 2007–2013                                   |
| Paweł Prokopczuk             | Jarosław Jabłoński           | 2007–2010, 2012–2014                        |
| Marcin Czarnik               | Robert Romanowski            | 2008–2015                                   |
| Adam Cywka                   | Kostek Jeleń                 | 2008–2015                                   |
| Elena Leszczyńska            | Ludmiła Jeleń                | 2010–2015                                   |
| Małgorzata Sadowska          | Marianna                     | 2008, 2010                                  |
| Zbigniew Konopka             | Grzegorz Miguła              | 2009–2011                                   |
| Kamil Cetnarowicz            | Kamil                        | 2008–2010                                   |
| Henryk Nolewajka             | Henryk Filipski              | 2009–2011                                   |
| Sylwia Juszczak              | Aldona                       | 2010–2011                                   |
| Piotr Głowacki               | Kazik Woźniak (#1)           | 2010–2012                                   |
| Agnieszka Kawiorska          | Kinga Zawadzka               | 2010–2013                                   |
| Grzegorz Goch                | Gabriel                      | 2011–2012                                   |
| Andrzej Konopka              | Ryszard Mikiciuk             | 2011–2012                                   |
| Agnieszka Wagner             | Izabela Gordon               | 2008–2012                                   |
| Jacek Mikołajczak            | Rafał Gordon                 | 2008–2012                                   |
| Anna Sandowicz               | Maja Dąbrowska               | 2008–2012                                   |
| Krystian Barej               | Szymek Gordon                | 2010–2012                                   |
| Anna Radwan-Gancarczyk       | Gabriela Gordon              | 2009–2010                                   |
| Marta Chodorowska            | Klaudia Nowakowska           | 2009–2012                                   |
| Paweł Deląg                  | Łukasz Halicki               | 2009–2011                                   |
| Dorota Chotecka              | Celina Halicka               | 2009–2011                                   |
| Dorota Bierkowska            | Hanna Jakubowska             | 2008–2012                                   |
| Sławomir Orzechowski         | Andrzej Jakubowski           | 2008–2012                                   |
| Halina Łabonarska            | Zofia Filipska               | 2009–2012                                   |
| Karol Celiński               | Zenuś Kozłowski (#1)         | 2010–2011                                   |
| Mariusz Wojciechowski        | Eryk Najman                  | 2010–2012                                   |
| Piotr Domalewski             | Szymon                       | 2010–2012                                   |
| Hubert Jarczak               | Tymon                        | 2010–2012                                   |
| Antonina Choroszy            | Ilona                        | 2010–2013                                   |
| Maria Mamona                 | Bożena Nowakowska            | 2009–2013                                   |
| Agnieszka Fórmanowska        | Oliwia Halicka               | 2009–2011                                   |
| Piotr Grabowski              | Borys Sacewicz               | 2010–2012                                   |
| Paweł Nowisz                 | Fryderyk Struzik (#2)        | 2010–2017, 2019–2021                        |
| Dariusz Kwaśnik              | Majewski                     | 2011–2013                                   |
| Sergiusz Olejnik             | Jacek Sobisiak               | 2011–2012                                   |
| Justyna Bojczuk              | Żaneta Mikiciuk              | 2011–2012                                   |
| Beata Kawka                  | Janina Mikiciuk              | 2011–2012                                   |
| Franciszek Serwa             | Gniewosz Dudka               | 2011–2013                                   |
| Piotr Nowak                  | Mietek                       | 2011–2012                                   |
| Paweł Ławrynowicz            | Tomasz Bogusz                | 2011–2013                                   |
| Cezary Morawski              | Bogumił Karaś                | 2012–2013                                   |
| Michał Milowicz              | Cezary Bąk                   | 2012                                        |
| Leszek Teleszyński           | Konrad Mazurski              | 2012                                        |
| Mariusz Zaniewski            | Damian Niedzielski           | 2012                                        |
| Krzysztof Pluskota           | Darek                        | 2012                                        |
| Karolina Muszalak            | Eliza                        | 2012                                        |
| Michał Bogdanowicz           | Asim                         | 2012                                        |
| Conrado Moreno               | Manuel                       | 2012                                        |
| Eric Folly                   | Bob                          | 2012                                        |
| Jędrzej Taranek              | Arkadiusz Kowalski           | 2010–2014                                   |
| Magdalena Wrani-Stachowska   | Sylwia                       | 2012–2014                                   |
| Grzegorz Kwiecień            | Juliusz Lipiński             | 2013–2014                                   |
| Ilona Kucińska               | Mirosława Korycka            | 2010–2014                                   |
| Krzysztof Bochenek           | Selim Korycki                | 2010–2014                                   |
| Konrad Jałowiec              | Rick                         | 2012–2014                                   |
| Łukasz Nowicki               | Sławomir Wolski              | 2012–2014                                   |
| Antonina Buczek              | Olenka (#1)                  | 2012–2014                                   |
| Natalia Keber                | Ola Redyk                    | 2013–2014                                   |
| Oliwier Wieciński            | Ksawery Rybiński (#1)        | 2013–2014                                   |
| Nadia Kurzelewska            | Ksenia                       | 2013–2014                                   |
| Marcin Janos Krawczyk        | Jacek Guzowski               | 2013–2014                                   |
| Kamil Przystał               | Kordian Sawicki              | 2013–2014                                   |
| Martyna Kowalik              | Agnieszka                    | 2013–2014                                   |
| Paweł Lato                   | Miko                         | 2013–2014                                   |
| Krzysztof Ferenc             | Rafał                        | 2013–2014                                   |
| Elżbieta Kwinta              | Kalina Ziembińska            | 2013–2014                                   |
| Adam Krawczyk                | Alex Bednarek                | 2014                                        |
| Aleksander Stasiewicz        | Zibi                         | 2014                                        |
| Stanisław Biczysko           | Wiesław Kołodziejski         | 2014                                        |
| Katarzyna Bargiełowska       | Kazimiera Kołodziejska       | 2014                                        |
| Marek Moryc                  | Bazyl                        | 2014                                        |
| Michał Sitarski              | Wiktor                       | 2014                                        |
| Hanna Stankówna (†)          | Mariola Barczyk              | 2007–2015                                   |
| Emil Karewicz (†)            | Tadeusz Barczyk              | 2007–2015                                   |
| Anna Borowiec                | Halina Marczak               | 2007–2015                                   |
| Maurycy Wysocki              | Kacper Jabłoński (#1)        | 2007–2015                                   |
| Joanna Król                  | Wioletta Kurzajczyk          | 2013–2015, 2020                             |
| Kinga Ilgner                 | Alicja Pokas                 | 2012–2015                                   |
| Emilia Krakowska             | Antonina                     | 2012–2015                                   |
| Antonina Buczek              | Emilka (#1)                  | 2012–2015                                   |
| Iga Dzik                     | Olenka (#2)                  | 2012–2015                                   |
| Ewa Skibińska                | Urszula Korzeniak            | 2012–2015                                   |
| Eryk Kulm                    | Kuba                         | 2010–2015                                   |
| Marta Dobecka                | Patrycja Tomaszewska         | 2011–2015                                   |
| Bartosz Waga                 | Dawid Wierzbicki             | 2011–2014, 2016                             |
| Dominika Kimaty              | Sara Brown-Jakubik           | 2011–2015                                   |
| Dawid Kartaszewicz           | Daniel Rosiak                | 2012–2015                                   |
| Michalina Olszańska          | Tina                         | 2012–2015                                   |
| Tymoteusz Litwiniak          | Kazik Brzozowski             | 2014–2015                                   |
| Ewa Lorska                   | Wilczyńska                   | 2014–2015                                   |
| Paweł Ciołkosz               | Szymon Kaleta                | 2014–2015                                   |
| Paulina Wiktoria Woś         | Ula Kaleta                   | 2014–2015                                   |
| Lena Czaplicka               | Wiesia Marczyńska            | 2014–2015                                   |
| Katarzyna Dorosińska         | Nadia Wojciechowska          | 2014–2015                                   |
| Monika Ekiert                | Iza Pieczul                  | 2014–2015                                   |
| Barbara Sołtysik             | Wanda Jarzębska              | 2008–2015                                   |
| Edmund Karwański             | Remigiusz Jarzębski          | 2009–2015                                   |
| Agnieszka Wosińska           | Edyta Jeleń                  | 2010–2015                                   |
| Izabela Januszko             | Zuzanna Jeleń                | 2012–2015                                   |
| Alex Kuryłowicz              | Maksymilian Jeleń            | 2012–2015                                   |
| Krzysztof Franieczek         | Kukliński                    | 2015                                        |
| Monika Mielnik               | Lena                         | 2015                                        |
| Bronisław Biziuk             | Arek Kuczyński               | 2015                                        |
| Jan Rotowski                 | Damian                       | 2015                                        |
| Damian Salwin                | Grzegorz                     | 2015                                        |
| Andrzej Chichłowski          | Karłowicz                    | 2015                                        |
| Maciej Hanczewski            | Ochroniarz                   | 2015                                        |
| Jakub Wons                   | Ochroniarz                   | 2015                                        |
| Dobromir Dymecki             | Przemek Brodziński           | 2010–2015                                   |
| Paweł Domagała               | Arek                         | 2013–2015                                   |
| Rafał Majewski               | Marcin Strągowski            | 2013–2015                                   |
| Katarzyna Trzcińska          | Zofia Redyk                  | 2013–2015                                   |
| Magdalena Smalara            | Renata Kwiatkowska           | 2013–2015                                   |
| Leon Gajos                   | Miłosz Walawski (#1)         | 2013–2015                                   |
| Piotr Gawron-Jedlikowski     | Kamil Krawczyk               | 2012–2015                                   |
| Dorota Kamińska              | Ewelina Krawczyk             | 2013–2015                                   |
| Robert Miernik               | Kubuś                        | 2014–2015                                   |
| Anna Smołowik                | Honorata Rosiak              | 2014–2015                                   |
| Dorota Naruszewicz           | Elwira Chowańska             | 2014–2015                                   |
| Jędrzej Wielecki             | Jonasz                       | 2014–2015                                   |
| Bartosz Fajge                | Wiktor                       | 2008–2011, 2014–2015                        |
| Mateusz Ławrynowicz          | Norbert Kwiatkowski          | 2008–2015                                   |
| Piotr Żukowski               | Sasza Sokołowski             | 2010–2015                                   |
| Daniel Wieleba               | Jarosław Jasieński           | 2015                                        |
| Olena Leonenko               | Oksana Górka                 | 2010–2015                                   |
| Mirosława Maludzińska        | Wiesława                     | 2010–2012, 2015                             |
| Marcin Sztabiński            | Kris Baranowski              | 2015                                        |
| Andrzej Łątkowski            | Pako                         | 2010–2016                                   |
| Aldona Orman                 | Konstancja Dudzińska         | 2011–2014, 2016                             |
| Vadim Afanassiev             | Wadim Aleksandrowicz         | 2015–2016                                   |
| Paval Kryksunou              | Władimir Kuzniecow           | 2015–2016                                   |
| Tadeusz Chudecki             | Gabriel Nowak                | 2014–2016                                   |
| Antoni Parkot                | Borys Kwiatkowski            | 2014–2016                                   |
| Aleksandra Justa             | Matylda Pawłowicz            | 2014–2016                                   |
| Konrad Jakoniuk              | Zbigniew "Zbyniu" Urbaniak   | 2007–2008, 2010–2016                        |
| Tomasz Mycan                 | Maciej Kołodziejski          | 2009–2016                                   |
| Hanna Dunowska               | Alina Rybińska               | 2009–2016                                   |
| Jacek Romanowski             | Waldemar Rybiński            | 2009–2016                                   |
| Wojciech Sikora              | Artur                        | 2012–2016                                   |
| Aleksander Mikołajczak       | Kosecki                      | 2013–2016                                   |
| Jakub Wróblewski             | Adam Majewski                | 2014–2016                                   |
| Zuzanna Dziubałko            | Milenka Majewska             | 2014–2016                                   |
| Paweł Iwanicki               | Józef Kasprzak               | 2015–2016                                   |
| Diana Krupa                  | Inka                         | 2015–2016                                   |
| Wojciech Dąbrowski           | Roman Janiszewski            | 2015–2016                                   |
| Dominika Figurska            | Karolina Florczak            | 2013–2016                                   |
| Dawid Zawadzki               | Wojciech Florczak            | 2015–2016                                   |
| Aleksandra Woźniak           | Dominika Sadowska            | 2015–2016                                   |
| Paweł Ferens                 | Mirek Kubiak                 | 2015–2016                                   |
| Małgorzata Kocik             | Marika                       | 2015–2016                                   |
| January Brunov               | Robert Szutkowski            | 2015–2016                                   |
| Magdalena Kuta               | Judyta Walczak               | 2015–2016                                   |
| Sylwia Madejska              | Roma                         | 2015–2016                                   |
| Mariusz Ostrowski            | Jacek Brożek                 | 2015–2016                                   |
| Kamil Maćkowiak              | Marcel Lasota                | 2015–2016                                   |
| Bartosz Gelner               | Bartosz Koszyk               | 2012–2016                                   |
| Justyna Grzybek              | Rawicz                       | 2015–2016                                   |
| Katarzyna Herman             | Kornelia Wagner              | 2015–2016                                   |
| Magdalena Kaczmarek          | Mirka                        | 2015–2016                                   |
| Kalina Kajper                | Monika Walawska (#1)         | 2015–2016                                   |
| Artur Chamski                | Jakub                        | 2015–2016                                   |
| Edyta Torhan                 | Sylwia                       | 2015–2016                                   |
| Edyta Herbuś                 | Stanisława Cieplak           | 2016                                        |
| Dariusz Toczek               | Maniewski                    | 2016                                        |
| Ewa Pająk                    | Felicja Koszyk               | 2016                                        |
| Daniel Salman                | Nabil Maris                  | 2016                                        |
| Alaa Gomaa                   | Basem                        | 2016                                        |
| Aleksandra Radwan            | Żaneta                       | 2016                                        |
| Małgorzata Moskalewicz       | Mira                         | 2016                                        |
| Mateusz Lisiecki             | Iwo                          | 2016                                        |
| Wojciech Kalita              | Filip                        | 2016                                        |
| Zuzanna Jurkiewicz           | Kaja                         | 2016                                        |
| Malwina Bielicka             | Lara Dębowska                | 2015–2016                                   |
| Piotr Miazga                 | Radosław Drabik              | 2015–2016                                   |
| Dariusz Jakubowski           | Janusz                       | 2015–2016                                   |
| Anna Dereszowska             | Agnieszka Walczak            | 2015–2016                                   |
| Antonina Respondek           | Ada                          | 2008–2012, 2014–2016                        |
| Jakub Konieczny              | Jędrek                       | 2014–2016                                   |
| Michał Kitliński             | Czarek Nowacki               | 2014–2016                                   |
| Włodzimierz Matuszak         | Leon Małkowski               | 2015–2016                                   |
| Agnieszka Homańska           | Ela Małkowska                | 2015–2016                                   |
| Janusz Łagodziński           | Damian                       | 2013, 2015–2017                             |
| Tomasz Kozłowicz             | Krzysztof Redyk              | 2012–2015, 2017                             |
| Aleksandra Szwed             | Liliana Górecka              | 2013–2017                                   |
| Adrianna Drozd               | Hania Florczak               | 2013–2017                                   |
| Monika Kwiatkowska           | Zofia Wichrowska             | 2016–2017                                   |
| Joanna Kurowska              | Franceska Leoni              | 2017                                        |
| Adam Szyszkowski             | Waldek                       | 2017                                        |
| Grzegorz Kulikowski          | Miecio                       | 2017                                        |
| Jarosław Budnik              | Rafał Rybicki                | 2016–2017                                   |
| Przemysław Cypryański        | Jacek Madejski               | 2016–2017                                   |
| Cezary Żak                   | Roman Berg                   | 2016–2017                                   |
| Otar Saralidze               | Irek Redyk                   | 2010–2017                                   |
| Zoja Pontek                  | Otylka                       | 2015–2017                                   |
| Paulina Komenda              | Sandra Grzybowska            | 2015–2017                                   |
| Aneta Todorczuk-Perchuć      | Danuta Szostak               | 2015–2017                                   |
| Ylan Anoufa                  | Nicolas                      | 2017                                        |
| Przemysław Bluszcz           | Wiktor Nawrot                | 2017                                        |
| Jerzy Dudek                  | Jerzy Dudek                  | 2017                                        |
| Milena Staszuk               | Janka                        | 2017                                        |
| Włodzimierz Adamski          | Zawadzki                     | 2017                                        |
| Natalia Klimas               | Brygida Szumska              | 2016–2017                                   |
| Tomasz Sobczak               | Olgierd Śliwiński            | 2009–2010, 2013–2014, 2017                  |
| Mirosław Haniszewski         | Dyrektor                     | 2017                                        |
| Andrzej Strzelecki           | Czarnoleski                  | 2017                                        |
| Grzegorz Wons                | Wojciechowski                | 2017                                        |
| Mateusz Mosiewicz            | Adam Jodełka                 | 2017                                        |
| Radosław Krzyżowski          | Bernard Urbański             | 2017                                        |
| Katarzyna Ucherska           | Hanna                        | 2017                                        |
| Zofia Schwinke               | Kinga Brzeska                | 2017                                        |
| Aleksandra Bednarz           | Lucyna                       | 2013–2017                                   |
| Sambor Czarnota              | Adrian Świderski             | 2013–2017                                   |
| Maria Dębska                 | Jaga                         | 2014–2017                                   |
| Filip Chiniewicz-Waskowski   | Sławek Sokołowski            | 2016–2017                                   |
| Amin Bensalem                | Fayad Maris                  | 2016–2017                                   |
| Andrzej Niemirski            | Wiesław „Modest” Solicha     | 2016–2017                                   |
| Piotr Pamuła                 | Franciszek Pilecki           | 2016–2017                                   |
| Tadeusz Borowski             | Karol Żeleński               | 2007–2012, 2014–2015, 2018                  |
| Bastian Węglewski            | Ksawery Rybiński (#2)        | 2014–2018                                   |
| Monika Szalaty               | Tokarska                     | 2016–2018                                   |
| Grzegorz Małecki             | Mikołaj Dąbrowski            | 2013–2015, 2017–2018                        |
| Alan Andersz                 | Grzegorz                     | 2018                                        |
| Marcelina Szozda             | Nika Kasperczuk              | 2018                                        |
| Anna Matysiak                | „Kiksa”                      | 2018                                        |
| Leszek Żukowski              | Janusz Piekarski             | 2018                                        |
| Wacław Szklarski             | Jan Roztocki                 | 2018                                        |
| Mirosław Baka                | Jakub Nasielski              | 2017–2018                                   |
| Aleksandar Milićević         | Feliks Zaleski               | 2017–2018                                   |
| Magdalena Łaska              | Karolina Dobroń              | 2018                                        |
| Hacen Sahraoui               | Hashim Bensadu               | 2018                                        |
| Marcel Wiercichowski         | Waldemar Kasperczuk          | 2018                                        |
| Katarzyna Taracińska-Badura  | Greta Kasperczuk             | 2018                                        |
| Robert Kalinowski            | Gustaw Dzikowski „Dziku”     | 2018                                        |
| Agnieszka Sztuk              | Danuta Pietrzyk              | 2018                                        |
| Michał Nastula               | Jan Banasiuk                 | 2016–2018                                   |
| Maciej Gisman                | Sławek                       | 2018                                        |
| Tomasz Budyta                | Grzybowski                   | 2016, 2018                                  |
| Sylwia Wysocka               | Grzybowska                   | 2016, 2018                                  |
| Tomasz Borkowski             | Cezary Plaskota              | 2018                                        |
| Mikołaj Krawczyk             | Oliwier Jakubczyk            | 2015–2018                                   |
| Arkadiusz Janiczek           | Szczepan Zbrowski            | 2016–2018                                   |
| Józef Grzymała               | Robert Milewicz              | 2017–2018                                   |
| Marianna Kowalewska          | Kamila Skowrońska            | 2017–2018                                   |
| Jakub Przebindowski          | Barański                     | 2018                                        |
| Marianna Czerczak            | Lena                         | 2016, 2018                                  |
| Karol Donda                  | Tobiasz                      | 2018                                        |
| Karolina Honchera            | Dagmara                      | 2018                                        |
| Bartosz Bednarski            | Gregor                       | 2018                                        |
| Aleksander Machalica         | Czesław                      | 2018                                        |
| Anna Wojton                  | Ruta Saganowska              | 2018                                        |
| Jakub Tolak                  | Zbyszko Dobroń               | 2013–2018                                   |
| Sebastian Skoczeń            | Zbigniew Turkowski           | 2015–2018                                   |
| Daniel Misiewicz             | Krzysztof Radecki            | 2017–2018                                   |
| Weronika Lewoń               | Marta Krzepińska             | 2018                                        |
| Dariusz Kordek               | Karol Badeński               | 2018                                        |
| Jessica Sara Witeńko         | Weronika Wilk                | 2017–2018                                   |
| Paulina Janczak              | Kama                         | 2017–2018                                   |
| Mariusz Drężek               | Adam Czapla                  | 2018                                        |
| Modest Ruciński              | Kowaluk                      | 2018                                        |
| Maurycy Łyczko               | Janusz Bilski                | 2018                                        |
| Tomasz Dedek                 | Matuszewski                  | 2018                                        |
| Natalia Łągiewczyk           | Melania Czapla               | 2018                                        |
| Krzysztof Wach               | Aleksander Korycki           | 2010–2018                                   |
| Emilia Korsak                | Alina                        | 2017–2018                                   |
| Ania Karwan                  | Ula Skowrońska               | 2017–2018                                   |
| Tomasz Mandes                | Trener                       | 2018                                        |
| Krzysztof Stawowy            | Dyrektor sportowy            | 2016–2018                                   |
| Ewa Konstancja Bułhak        | Grażyna Wasilewska           | 2014–2018                                   |
| Helena Englert               | Angela Kowalska              | 2016–2018                                   |
| Piotr Witkowski              | Michał Grzybowski            | 2016–2018                                   |
| Zbigniew Dziduch             | Ryszard Borecki              | 2016, 2019                                  |
| Marek Kossakowski            | Rafał Krzepiński             | 2017–2019                                   |
| Ewa Kuryło                   | Maryla                       | 2018–2019                                   |
| Marcin Błaszak               | Dobrzyński                   | 2018–2019                                   |
| Halina Bednarz               | Helena Wójcik                | 2019                                        |
| Joanna Śnieżyńska            | Marysia Pyrka (#1)           | 2017–2019                                   |
| Leon Natan-Paszek            | Witek Elsner (#2)            | 2019                                        |
| Krzysztof Kluzik             | Henryk Kostruba              | 2019                                        |
| Maria Ruddick                | Mia Jabłońska                | 2018–2019                                   |
| Natan Gudejko                | Igor                         | 2018–2019                                   |
| Agata Rzeszewska             | Renata Budrewicz             | 2019                                        |
| Elżbieta Nagel               | Ewelina Sałatka              | 2019                                        |
| Piotr Grabowski              | Bandurski                    | 2019                                        |
| Maciej Zuchowicz             | Kamil Gliwa                  | 2019                                        |
| Arkadiusz Świetlik           | Strażnik więzienny           | 2019                                        |
| Agata Harat                  | Marika                       | 2019                                        |
| Karolina Górska              | Wiki                         | 2019                                        |
| Jolanta Olszewska            | Aniela Gwizdoń               | 2017–2019                                   |
| Jacek Knap                   | Lekarz                       | 2019                                        |
| Żaneta Homa                  | Ania                         | 2019                                        |
| Michał Nowak                 | Alan                         | 2019                                        |
| Daniel Piskorz               | Wiktor                       | 2019                                        |
| Stanisław Brudny             | Jan Szuman                   | 2017, 2019                                  |
| Katarzyna Kołeczek           | Ela                          | 2019                                        |
| Wojciech Skibiński           | Alojzy Bednarek              | 2019                                        |
| Hanna Konarowska             | Albina Węgrzyk               | 2019                                        |
| Jacek Pluta                  | Witold Sarnecki              | 2019                                        |
| Anna Stela                   | Marzena Kubiak               | 2018–2019                                   |
| Jakub Kwinta                 | Miłosz Walawski (#2)         | 2015–2016, 2018–2019                        |
| Natalia Żyłowska             | Monika Walawska (#2)         | 2016, 2018–2019                             |
| Adam Kamień                  | Norbert                      | 2019                                        |
| Lena Parol                   | Maja Tomala (#1)             | 2015–2019                                   |
| Krzysztof Antkowiak          | Piotr Wolan                  | 2018–2019                                   |
| Marcin Grzymowicz            | Lekarz                       | 2008–2015, 2019                             |
| Magdalena Pociecha           | Tomczykowa                   | 2019                                        |
| Paweł Peterman               | Tomczyk                      | 2019                                        |
| Kacper Dyka                  | Makary Tomczyk               | 2019                                        |
| Paweł Koślik                 | Maurycy Szkatułka            | 2019                                        |
| Zacharjasz Muszyński         | Jewgienij                    | 2017–2019                                   |
| Jakub Mróz                   | Tadeusz Nawrot               | 2017–2019                                   |
| Tomasz Błasiak               | Tomasz Górski                | 2018–2019                                   |
| Damian Haberny               | Cyprian                      | 2016, 2018–2019                             |
| Maciej Czachowski            | Oskar Kołecki                | 2016–2019                                   |
| Aleksander Dubrowski         | Antek                        | 2018–2019                                   |
| Maciej Marczewski            | Szymon Jabłoński             | 2018–2020                                   |
| Małgorzata Krukowska         | Diana                        | 2018–2020                                   |
| Kajetan Wolniewicz           | Abaj                         | 2019–2020                                   |
| Maksymilian Rogacki          | Artur Durski                 | 2019–2020                                   |
| Ewelina Bator                | Emilia                       | 2019–2020                                   |
| Paweł Draszba                | Marian "Szakal"              | 2019–2020                                   |
| Anna Janik                   | Sygita                       | 2019–2020                                   |
| Saverio Fabbri               | Agent piłkarski              | 2020                                        |
| Przemysław Furdak            | Jacek                        | 2019–2020                                   |
| Marcin Kwaśny                | Adam Jabłoński               | 2019–2020                                   |
| Agnieszka Przepiórska        | Wanda Jabłońska              | 2019–2020                                   |
| Janusz Cichocki              | Helmut Niziołek              | 2019–2020                                   |
| Wojciech Billip              | Tobiasz                      | 2019–2020                                   |
| Bartłomiej Nowosielski       | Andrzej Tomala               | 2013–2018, 2020                             |
| Beniamin Ziontek             | Zenuś Kozłowski (#2)         | 2011–2016, 2018–2020                        |
| Maciej Luśnia                | Kwapisz                      | 2020                                        |
| Karina Rezner                | Wiktoria                     | 2020                                        |
| Gabriela Chojecka            | Patrycja                     | 2020                                        |
| Jakub Zdrójkowski            | Bogdan                       | 2020                                        |
| Patryk Kabała                | Krzysiek                     | 2020                                        |
| Łukasz Szczepanik            | Mietek Kusio                 | 2020                                        |
| Hubert Sycz                  | Emil Kwiatkowski             | 2020                                        |
| Jacek Lenartowicz            | Bronisław Kwiatkowski        | 2020                                        |
| Magdalena Woźniak            | Kwiatkowska                  | 2020                                        |
| Maja Bohosiewicz             | Agnieszka "Agnes" Sokołowska | 2020                                        |
| Zdzisław Sobociński          | Rektor                       | 2019–2020                                   |
| Vu Le Hong                   | Hong                         | 2020                                        |
| Ewa Mosakowska               | Mika                         | 2020                                        |
| Kacper Godek                 | Piotrek                      | 2020                                        |
| Mikołaj Drożdż               | Anzelm Makowski              | 2019–2020                                   |
| Daniel Szczypa               | Lisicki                      | 2018–2020                                   |
| Jakub Dyniewicz              | Filip Lisicki                | 2018–2020                                   |
| Patryk Cebulski              | Eryk Skalski                 | 2016–2020                                   |
| Robert Czebotar              | Zbigniew Szeląg              | 2008–2011, 2012–2014, 2017–2020             |
| Anna Grycewicz               | Klaudia Zbrowska             | 2016–2017, 2019–2020                        |
| Mateusz Rzeźniczak           | Paweł Piasecki               | 2016–2020                                   |
| Adam Młynarczyk              | Zieliński                    | 2018–2020                                   |
| Katarzyna Sawczuk            | Julita Karaś-Sałatka         | 2015–2020                                   |
| Andrzej Bienias              | Janusz Sałatka               | 2017–2020                                   |
| Krystian Kukułka             | Ernest Chowański             | 2014–2020                                   |
| Katarzyna Zielińska-Jaworska | Diana Harnaś                 | 2012–2015, 2019–2020                        |
| Magdalena Grąziowska         | Marlena Czerwińska           | 2012–2017, 2020                             |
| Andrzej Glazer               | Ignacy Firlej                | 2017–2018, 2020                             |
| Divine Kitenge-Martyńska     | Carina Kandal                | 2018–2020                                   |
| Marcin Stec                  | Maksymilian Szubert          | 2019–2020                                   |
| Maria Winiarska              | Wiesława Węgorz              | 2019–2020                                   |
| Antonina Niewiarowska        | Marysia Pyrka (#2)           | 2019–2020                                   |
| Aleksandra Popławska         | Nina Elsner                  | 2013–2017, 2020                             |
| Marzena Rogalska             | Edyta Szatkowska             | 2013–2021                                   |
| Zofia Zborowska              | Aneta Dylska                 | 2017–2021                                   |
| Marcin Sosnowski             | Miecio Dolecki               | 2018–2021                                   |
| Joanna Gonschorek            | Kuczmowa                     | 2021                                        |
| Anna Maria Kosik             | Sylwia                       | 2021                                        |
| Maciej Wilewski              | Lech Godlewski               | 2014–2015                                   |
| Maciej Wilewski              | Michalak                     | 2021                                        |
| Katarzyna Sowińska           | Greta Domecka                | 2019–2021                                   |
| Piotr Sędkowski              | Remigiusz Białkowski         | 2019–2021                                   |
| Grażyna Brodzińska           | Arleta Banach                | 2019–2021                                   |
| Dariusz Majchrzak            | Adam Chojnacki               | 2020–2021                                   |
| Julian Wiszniewski Oribhabor | John Jakubik (#1)            | 2011–2015, 2018–2021                        |
| Izabela Zachowicz            | Ida Koszyk                   | 2021                                        |
| Dariusz Bronowski            | Igor Wyrwas                  | 2021                                        |
| Ireneusz Kozioł              | Staszek Król                 | 2008–2009, 2011, 2013–2014, 2018, 2020–2021 |
| Joanna Opozda                | Sandra                       | 2019–2021                                   |
| Piotr Borowski               | Antonio Casalli              | 2009–2010                                   |
| Piotr Borowski               | Zbigniew Stawicki            | 2019–2021                                   |
| Michał Witkowski             | Waldemar Kniewski            | 2018–2021                                   |
| Marcel Borowiec              | Winicjusz Ziemiński          | 2018–2021                                   |
| Eryk Martyński               | Stefanek (#1)                | 2018–2021                                   |
| Janusz Cichocki              | Helmut Niziołek              | 2019–2021                                   |
| Sandra Herbich               | Miriam Piasecka              | 2019–2021                                   |
| Bartosz Włodarczyk           | Jonasz Sałatka               | 2019–2021                                   |
| Kacper Młynarkiewicz         | Mikołaj                      | 2020–2021                                   |
| Aniceta Raczek-Ochnicka      | Halszka                      | 2020–2021                                   |
| Ewa Złotowska                | Łucja                        | 2020–2021                                   |
| Renata Berger                | Ola                          | 2020–2021                                   |
| Michał Siudek                | Marcin Milewski              | 2020–2021                                   |
| Sonia Jachymiak              | Łucja                        | 2020–2021                                   |
| Roch Siemianowski            | Jacek Ludwiczak              | 2020–2021                                   |
| Wiktor Loga                  | Karol Opak                   | 2020–2021                                   |
| Jonatan Borowski             | Robercik                     | 2021                                        |
| Marta Zięba                  | Halina Kałuża                | 2021                                        |
| Kiril Denev                  | Omar                         | 2021                                        |
| Bartłomiej Krat              | Biernacki                    | 2021                                        |
| Weronika Hoepfner            | Hania                        | od 2021                                     |
| Kim Grygierzec               | Laura                        | 2018–2019, 2021                             |
| Rafał Szałajko               | Leon                         | 2018–2019, 2021                             |
| Henryk Gołębiewski           | Leszek                       | 2010–2011, 2014, 2018, 2021                 |
| Sebastian Stankiewicz        | Ryszard Gawron               | 2017–2022                                   |
| Stanisław Górka              | Witold Budrewicz             | 2018–2019, 2022                             |
| Bartosz Adamczyk             | Igor Sobański                | 2020–2022                                   |
| Maciej Jachowski             | Andrzej Romanowski           | 2020–2020                                   |
| Zbigniew Waleryś             | Bogusław Wacławik            | 2022                                        |
| Barbara Tabita               | Rosa                         | 2022                                        |
| Federica Guglielmino         | Silvia Lombardo              | 2022                                        |
| Łukasz Choroń                | Staszek                      | 2022                                        |
| Mayu Gralińska Sakai         | Lilly                        | 2022                                        |
| Andrzej Michalski            | Prot Laskowski               | 2020–2022                                   |
| Małgorzata Krzysica          | Irena Adler-Śliwińska        | 2021–2022                                   |
| Paweł Okraska                | Kolarow                      | 2023                                        |
| Katarzyna Czapla             | pielęgniarka Monika Lasek    | 2023                                        |
| Alessandro Curti             | Vincenzo Ilardi              | 2021–2024                                   |
| Beata Fido                   | Wanda Halicka                | 2023–2024                                   |
| Maciej Kosmala               | Hieronim Bonda               | 2020–2021, 2023–2025                        |
| Zbigniew Suszyński           | Tadeusz Adamski              | 2015                                        |
| Zbigniew Suszyński           | Henryk Kępski                | 2022–2025                                   |
| Jacek Grondowy               | Kazimierz Szymański          | 2024–2025                                   |
| Katarzyna Cynke              | Brygida                      | 2025                                        |

## Czołówki serialu
W pierwszej czołówce, emitowanej w odcinkach 1–448, wystąpili: Julia (Marta Nieradkiewicz) i Paweł (Marcin Hycnar); Kasia (Katarzyna Glinka), Stefan (Krzysztof Kiersznowski) i Jadwiga (Agnieszka Pilaszewska); Iwona (Izabela Zwierzyńska), Agata (Natalia Zambrzycka), Staś (Olaf Kaprzyk), Wojtek (Jakub Małek) i Hubert (Marek Molak); Maria (Izabela Kuna) i Roman (Olaf Lubaszenko); Piotr (Piotr Jankowski) i Marta (Katarzyna Zielińska); Basia (Sławomira Łozińska) i Zenek (Jan Pęczek) oraz Michał (Krzysztof Respondek), Dorota (Anna Piróg-Karaszkiewicz) i Franek (Daniel Cygler).
W drugiej czołówce, wyemitowanej w odcinkach 449–642, wycofano postać Jadwigi, a do Anny Piróg zostaje dołączone nazwisko po mężu: Karaszkiewicz.
W trzeciej czołówce, wyemitowanej w odcinkach 643–770, wystąpili: Hubert (Marek Molak), Staś (Olaf Kaprzyk), Agata (Natalia Zambrzycka), Wojtek (Jakub Małek) i Maria (Izabela Kuna); Iwona (Izabela Zwierzyńska) i Alek (Krzysztof Wach); Marta (Katarzyna Zielińska), Robert (Marcin Czarnik) i Ewa (Gabriela Ziembicka); Michał (Krzysztof Respondek), Dorota (Anna Piróg-Karaszkiewicz) i Franek (Daniel Cygler); Ludmiła (Elena Leszczyńska) i Kostek (Adam Cywka); Stefan (Krzysztof Kiersznowski) i Oksana (Olena Leonenko); Kasia (Katarzyna Glinka) i Ksawery (Sebastian Cybulski); Basia (Sławomira Łozińska) i Zenek (Jan Pęczek); Sara (Dominika Kimaty) i John (Julian Wiszniewski Oribhabor) oraz Sabina (Barbara Kurzaj), Władek (Przemysław Stippa) i Kajtek (Jakub Dmochowski).
W czwartej czołówce, wyemitowanej w odcinkach 771–1501, wycofano postać Ksawerego, a Kasia została sama.
W piątej czołówce, wyemitowanej w odcinkach 1502–1906, wystąpili: Hubert (Marek Molak), Klara (Olga Jankowska), Agata (Natalia Zambrzycka), Paweł (Mateusz Rzeźniczak) i Iwona (Izabela Zwierzyńska); Kasia (Katarzyna Glinka) i Łukasz (Michał Rolnicki); Amelia (Stanisława Celińska), Tomasz (Kazimierz Mazur) i Bożena (Marieta Żukowska); Magda (Honorata Witańska) i Natalia (Maria Dejmek); Basia (Sławomira Łozińska) i Zenek (Jan Pęczek); Marta (Katarzyna Zielińska), Ewa (Gabriela Ziembicka) i Artur (Jacek Rozenek); Stefan (Krzysztof Kiersznowski) i Waleria (Ewa Ziętek); Sabina (Barbara Kurzaj) i Władek (Przemysław Stippa) oraz Kajtek (Jakub Dmochowski), Oliwka (Wiktoria Gąsiewska) i Angela (Helena Englert).
W szóstej czołówce, wyemitowanej w odcinkach 1907–2477, wystąpili: Hubert (Marek Molak), Klara (Olga Jankowska), Agata (Natalia Zambrzycka), Paweł (Mateusz Rzeźniczak) i Iwona (Izabela Zwierzyńska); Kasia (Katarzyna Glinka) i Łukasz (Michał Rolnicki); Amelia (Stanisława Celińska), Tomasz (Kazimierz Mazur), Bożena (Marieta Żukowska) i Bruno (Lesław Żurek); Julita (Katarzyna Sawczuk) i Józek (Patryk Pniewski); Basia (Sławomira Łozińska) i Zenek (Jan Pęczek); Aldona (Elżbieta Romanowska), Borys (Jakub Wieczorek) i Regina (Kamila Kamińska); Natalia (Maria Dejmek) i Lea (Lena Sobota); Stefan (Krzysztof Kiersznowski) i Waleria (Ewa Ziętek); Sabina (Barbara Kurzaj) i Władek (Przemysław Stippa) oraz Kajtek (Jakub Dmochowski), Oliwka (Wiktoria Gąsiewska), Zuzia (Anna Adamus) i Filip (Kuba Dyniewicz).
W siódmej czołówce, wyemitowanej w odcinkach 2478–2847, wystąpili: Hubert (Marek Molak), Klara (Olga Jankowska), Agata (Natalia Zambrzycka) i Patryk (Konrad Skolimowski); Kasia (Katarzyna Glinka) i Łukasz (Michał Rolnicki); Sławka (Ewelina Serafin) i Jowita (Magdalena Żak); Małgorzata (Adrianna Biedrzyńska) i Jerzy (Bronisław Wrocławski); Amelia (Stanisława Celińska), Tomasz (Kazimierz Mazur), Bożena (Marieta Żukowska) i Bruno (Lesław Żurek); Malwina (Joanna Gleń) i Natalia (Maria Dejmek); Franek (Mateusz Banasiuk), Regina (Kamila Kamińska) i Stefan (Krzysztof Kiersznowski); Aldona (Elżbieta Romanowska), Borys (Jakub Wieczorek) i Aleks (Hubert Wiatrowski) oraz Kajtek (Jakub Dmochowski), Oliwka (Wiktoria Gąsiewska), Michalina (Anna Pentz) i Witek (Witold Sosulski).
W ósmej czołówce, wyemitowanej w odcinkach 2848–3038, wystąpili: Kasia (Katarzyna Glinka) i Łukasz (Michał Rolnicki); Hubert (Marek Molak) i Agata (Natalia Zambrzycka); Damian (Michał Lesień), Luiza (Julia Zielińska) i Mirek (Oliwier Kozłowski); Sebastian (Marek Krupski), Dominika (Karolina Chapko), Marcin (Oskar Stoczyński) i Renata (Anna Mrozowska); Małgorzata (Adrianna Biedrzyńska) i Jerzy (Bronisław Wrocławski); Malwina (Joanna Gleń), Herman (Maciej Raniszewski), Natalia (Maria Dejmek) i Cezary (Marcel Opaliński); Bożena (Marieta Żukowska), Bruno (Lesław Żurek) i Karolina (Marta Dąbrowska); Aldona (Elżbieta Romanowska), Borys (Jakub Wieczorek) i Aleks (Hubert Wiatrowski) oraz Kajtek (Jakub Dmochowski), Patryk (Konrad Skolimowski), Oliwka (Wiktoria Gąsiewska), Justin (Jasper Sołtysiewicz) i Tomek (Jakub Sokołowski).
W dziewiątej czołówce, wyemitowanej od odcinka 3039, występują: Kasia (Katarzyna Glinka), Mariusz (Rafał Cieszyński) i Łukasz (Michał Rolnicki); Hubert (Marek Molak) i Agata (Natalia Zambrzycka); Asia (Anna Gzyra) i Emil (Artem Malashchuk); Damian (Michał Lesień), Luiza (Julia Zielińska) i Mirek (Oliwier Kozłowski); Sebastian (Marek Krupski), Dominika (Karolina Chapko), Marcin (Oskar Stoczyński) i Renata (Anna Mrozowska); Małgorzata (Adrianna Biedrzyńska) i Jerzy (Bronisław Wrocławski); Malwina (Joanna Gleń), Herman (Maciej Raniszewski), Natalia (Maria Dejmek) i Cezary (Marcel Opaliński); Amelia (Stanisława Celińska), Bruno (Lesław Żurek) i Karolina (Marta Dąbrowska); Aldona (Elżbieta Romanowska), Borys (Jakub Wieczorek) i Aleks (Hubert Wiatrowski) oraz Kajtek (Jakub Dmochowski), Patryk (Konrad Skolimowski), Oliwka (Wiktoria Gąsiewska), Justin (Jasper Sołtysiewicz) i Tomek (Jakub Sokołowski).
W dziesiątej czołówce, wyemitowanej od odcinka 3222, występują: Kasia (Katarzyna Glinka), Mariusz (Rafał Cieszyński), Agnieszka (Katarzyna Tlałka) i Łukasz (Michał Rolnicki); Hubert (Marek Molak), Asia (Anna Gzyra), Emil (Artem Malashchuk), Agata (Natalia Zambrzycka) i Ignacy (Olaf Staszkiewicz); Maciej (Adam Szczyszczaj), Błażej (Piotr Ligienza) i Weronika (Maria Świłpa); Damian (Michał Lesień), Beata (Anita Jancia), Luiza (Julia Zielińska) i Mirek (Oliwier Kozłowski); Sebastian (Marek Krupski), Dominika (Karolina Chapko), Marcin (Oskar Stoczyński) i Renata (Anna Mrozowska); Małgorzata (Adrianna Biedrzyńska), Jerzy (Bronisław Wrocławski) i Józefina (Elżbieta Jarosik); Malwina (Joanna Gleń), Herman (Maciej Raniszewski), Natalia (Maria Dejmek) i Cezary (Marcel Opaliński); Amelia (Stanisława Celińska), Bruno (Lesław Żurek) i Karolina (Marta Dąbrowska); Aldona (Elżbieta Romanowska), Borys (Jakub Wieczorek) i Romeo (Jacek Tyszkiewicz) oraz Kajtek (Jakub Dmochowski), Patryk (Konrad Skolimowski), Oliwka (Wiktoria Gąsiewska) i Justin (Jasper Sołtysiewicz).

## Emisja w telewizji
Uwaga: tabela zawiera daty odnoszące się wyłącznie do pierwszej emisji telewizyjnej; nie uwzględniono w niej ewentualnych prapremier w serwisach internetowych (np. TVP VOD).
| Sezon telewizyjny | Sezon telewizyjny | Odcinki         | Pierwsza emisja telewizyjna (TVP2) | Pierwsza emisja telewizyjna (TVP2) | Pierwsza emisja telewizyjna (TVP2)                                                            | Pierwsza emisja telewizyjna (TVP2) | Pierwsza emisja telewizyjna (TVP2) | Pierwsza emisja telewizyjna (TVP2) |
| Sezon telewizyjny | Sezon telewizyjny | Odcinki         | Początek emisji                    | Koniec emisji                      | Pora emisji                                                                                   | Oglądalność                        | Oglądalność                        | Oglądalność                        |
| ----------------- | ----------------- | --------------- | ---------------------------------- | ---------------------------------- | --------------------------------------------------------------------------------------------- | ---------------------------------- | ---------------------------------- | ---------------------------------- |
| 1.                | 2007/2008         | 1–128 (128)     | 27 września 2007                   | 19 czerwca 2008                    | środa i czwartek 20.00                                                                        | 3,37 mln                           | 22,4%                              | [ 2 ]                              |
| 2.                | 2008/2009         | 129–293 (165)   | 1 września 2008                    | 18 czerwca 2009                    | poniedziałek–czwartek 20.10                                                                   | 4,35 mln                           | 28,3%                              | [ 3 ]                              |
| 3.                | 2009/2010         | 294–448 (155)   | 31 sierpnia 2009                   | 10 czerwca 2010                    | poniedziałek–czwartek 20.10                                                                   | 4,76 mln                           | 30,3%                              | [ 4 ]                              |
| 4.                | 2010/2011         | 449–610 (162)   | 6 września 2010                    | 16 czerwca 2011                    | poniedziałek–czwartek 20.10                                                                   | 4,62 mln                           | 29,4%                              | [ 5 ]                              |
| 5.                | 2011/2012         | 611–770 (160)   | 5 września 2011                    | 7 czerwca 2012                     | poniedziałek–czwartek 20.10                                                                   | 4,46 mln                           | 28,5%                              | [ 6 ]                              |
| 6.                | 2012/2013         | 771–955 (185)   | 3 września 2012                    | 31 maja 2013                       | poniedziałek–piątek 20.05                                                                     | 3,95 mln                           | 25,5%                              | [ 7 ]                              |
| 7.                | 2013/2014         | 956–1149 (194)  | 2 września 2013                    | 13 czerwca 2014                    | poniedziałek–piątek 20.05                                                                     | 4,01 mln                           | 25,8%                              | [ 7 ]                              |
| 8.                | 2014/2015         | 1150–1307 (158) | 1 września 2014                    | 11 czerwca 2015                    | poniedziałek–czwartek 20.05 (od IX 2014 do III 2016); poniedziałek–piątek 20.10 (od III 2016) | 3,76 mln                           | 23,6%                              | [ 8 ]                              |
| 9.                | 2015/2016         | 1308–1475 (168) | 31 sierpnia 2015                   | 9 czerwca 2016                     | poniedziałek–czwartek 20.05 (od IX 2014 do III 2016); poniedziałek–piątek 20.10 (od III 2016) | 3,48 mln                           | 22,5%                              | [ 9 ]                              |
| 10.               | 2016/2017         | 1476–1679 (204) | 22 sierpnia 2016                   | 9 czerwca 2017                     | poniedziałek–piątek 20.10                                                                     | 3,30 mln                           | 21,4%                              | [ 11 ]                             |
| 11.               | 2017/2018         | 1680–1884 (205) | 21 sierpnia 2017                   | 15 czerwca 2018                    | poniedziałek–piątek 20.10                                                                     | 3,21 mln                           | 21,4%                              | [ 12 ]                             |
| 12.               | 2018/2019         | 1885–2082 (197) | 27 sierpnia 2018                   | 7 czerwca 2019                     | poniedziałek–piątek 20.10                                                                     | 2,96 mln                           | 19,6%                              | [ 13 ]                             |
| 13.               | 2019/2020         | 2083–2274 (192) | 2 września 2019                    | 5 czerwca 2020                     | poniedziałek–piątek 20.10                                                                     | bd.                                | bd.                                | bd.                                |
| 14.               | 2020/2021         | 2275–2465 (191) | 1 września 2020                    | 11 czerwca 2021                    | poniedziałek–piątek 20.10                                                                     | 1,98 mln                           | 13,9%                              | [ 14 ]                             |
| 15.               | 2021/2022         | 2466–2648 (183) | 6 września 2021                    | 3 czerwca 2022                     | poniedziałek–piątek 20.10                                                                     | 1,81 mln                           | 13,4%                              | [ 15 ]                             |
| 16.               | 2022/2023         | 2649–2825 (177) | 5 września 2022                    | 26 maja 2023                       | poniedziałek–piątek 20.10                                                                     | 1,60 mln                           | 12,2%                              |                                    |
| 17.               | 2023/2024         | 2826–3019 (194) | 28 sierpnia 2023                   | 7 czerwca 2024                     | poniedziałek–piątek 20.10                                                                     | bd.                                | bd.                                | bd.                                |
| 18.               | 2024/2025         | 3020–3202 (183) | 2 września 2024                    | 30 maja 2025                       | poniedziałek–piątek 20.10                                                                     | 1,44 mln                           | 11,84%                             |                                    |
| 19.               | 2025/2026         | 3203–           | 1 września 2025                    | bd.                                | poniedziałek–piątek 20.10                                                                     | bd.                                | bd.                                | bd.                                |